# Halmstads hamn

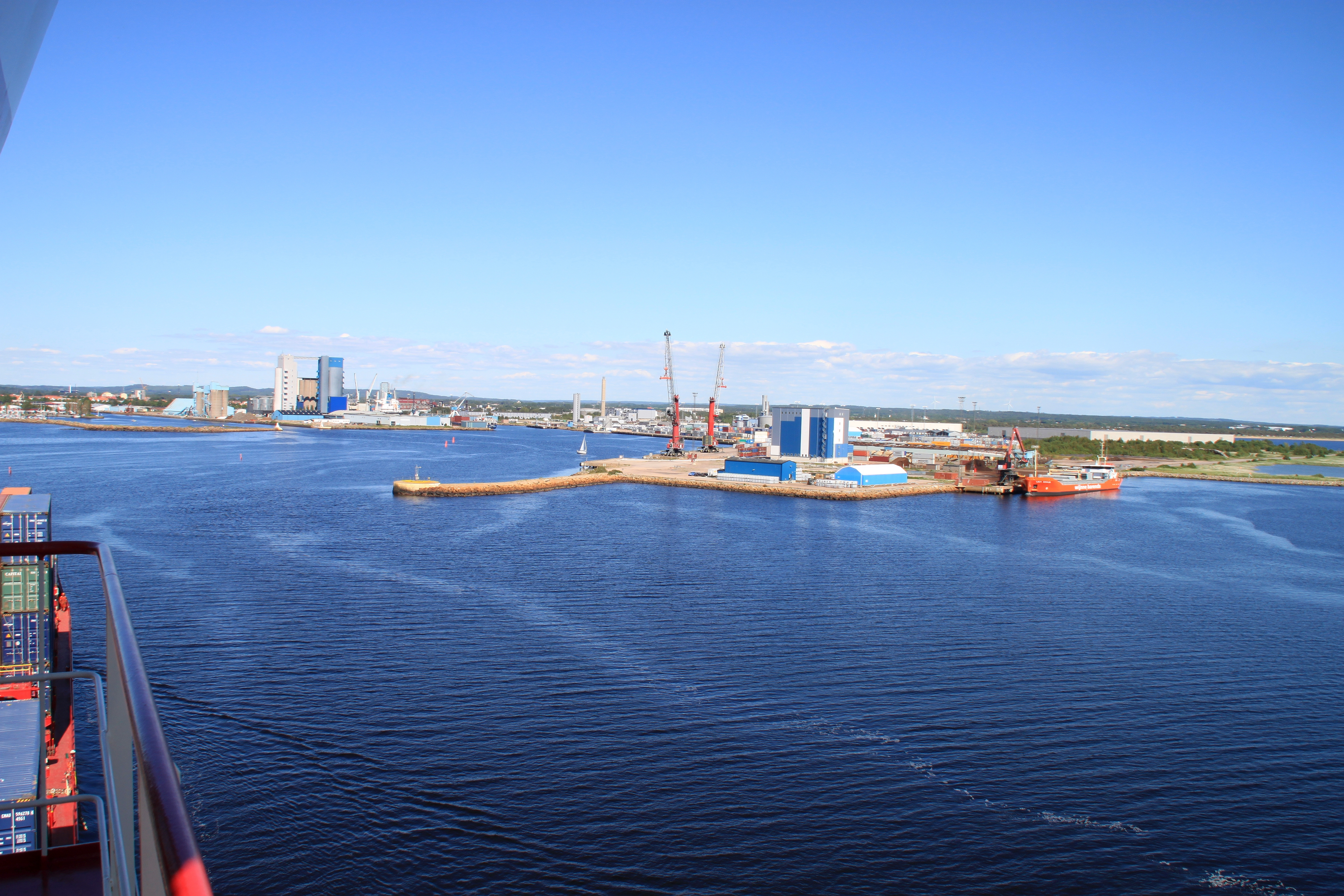
Infart till hamnen

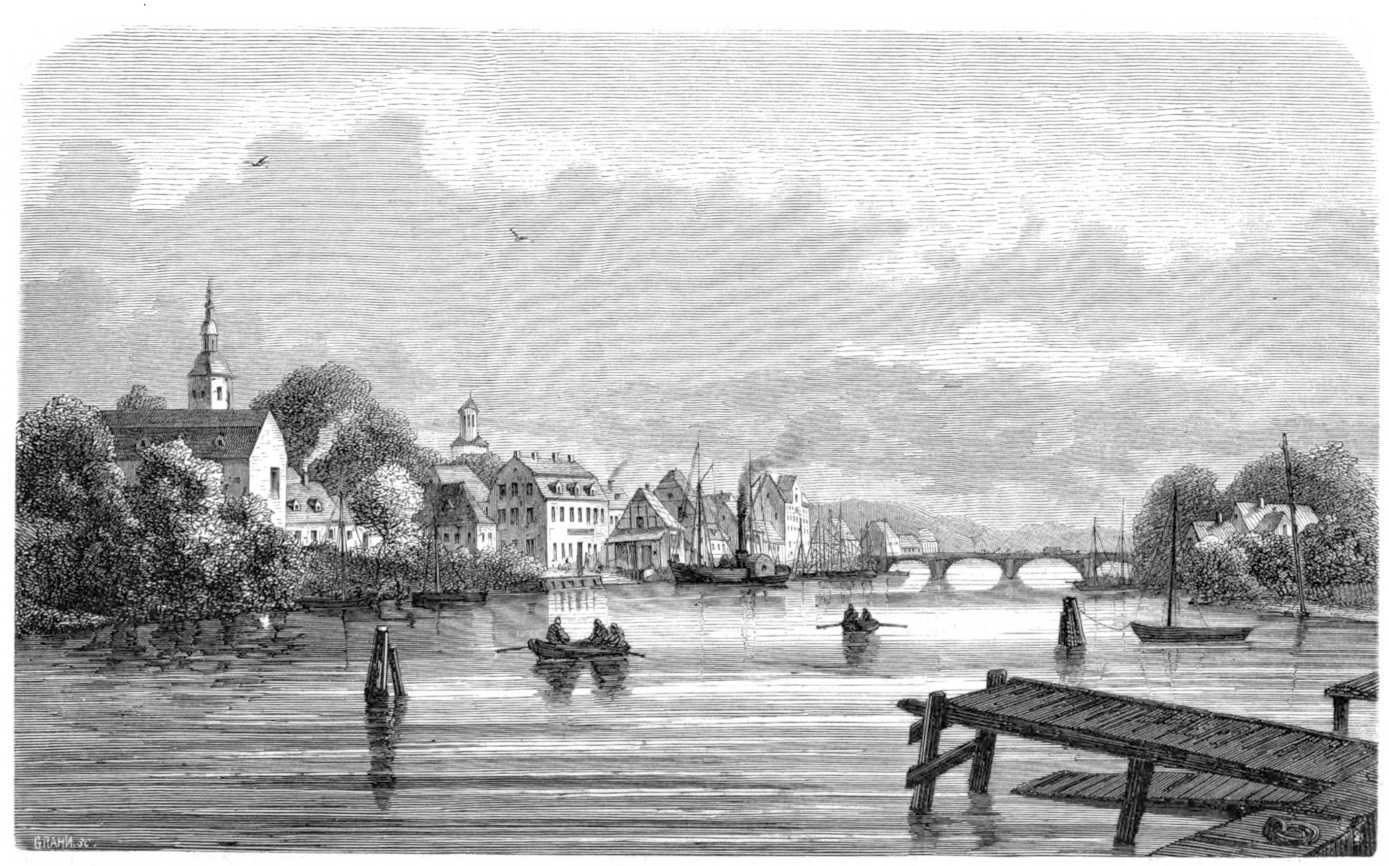
Halmstads hamn 1866 med roddbåtar som färjar passagerare över Nissan. I fonden Österbro. Hjulångaren vid Hamngatan är troligen Hallands Ångbåtsaktiebolags Ellida från 1862. Xylografi från 1866.

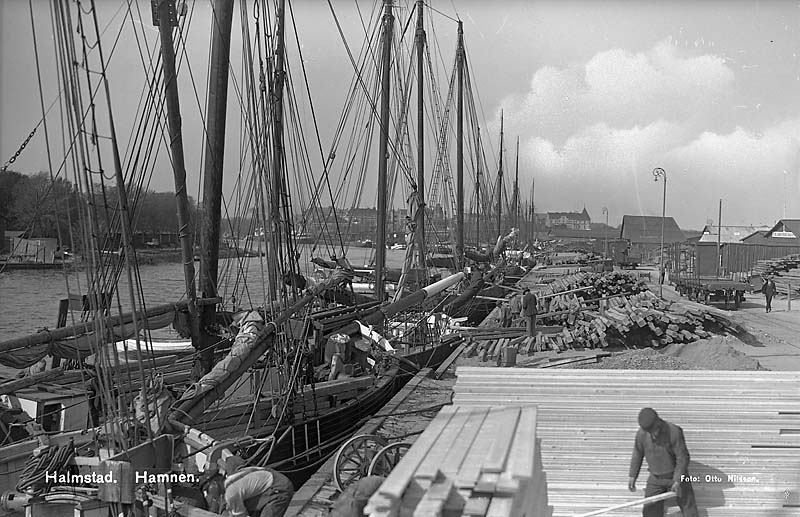
Halmstads hamn, sedd uppströms från östra sidan av Nissan i höjd med Halmstads varv, tidigt 1900-tal. I fonden syns Grand Hotel vid Stationsgatan.

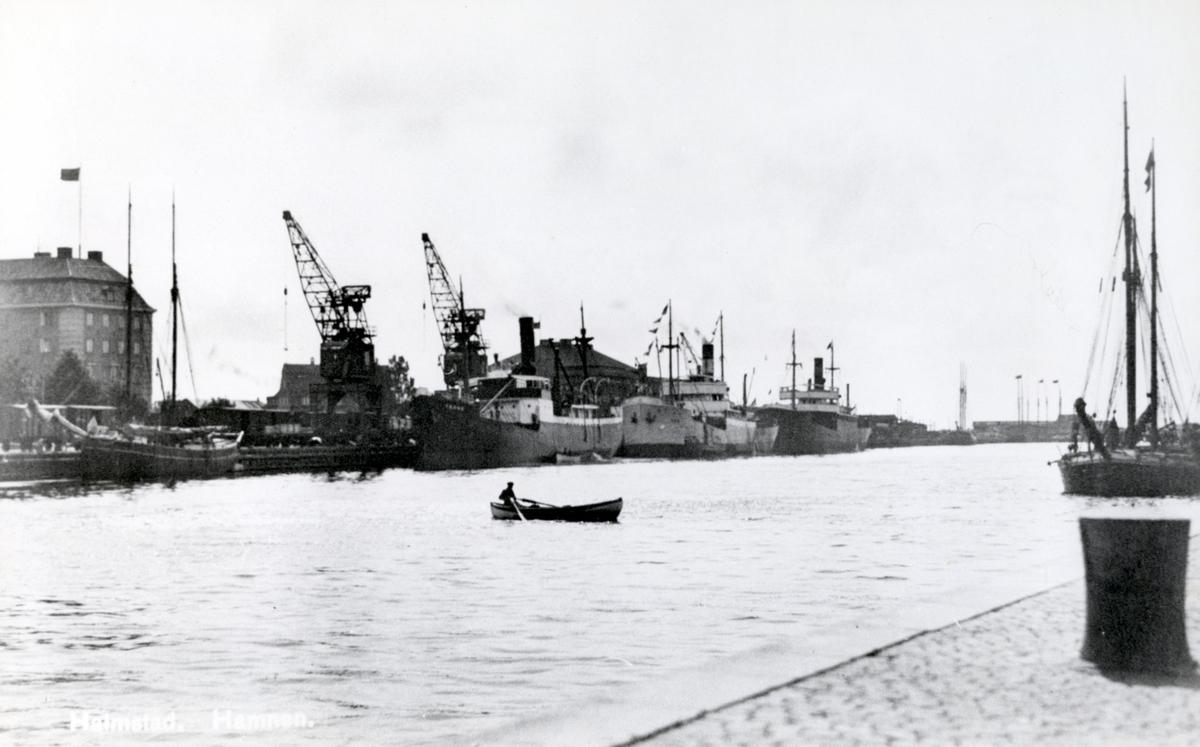
Halmstads hamn, med Sjömanshuset skymtande till vänster. På Nissan den roddbåt som från 1905 fanns som personfärja över Nissan i höjd med nuvarande Slottsbron. Foto från mellan 1921 och 1956.

Halmstads hamn är en kommunal hamn i Halmstad vid utloppet av Nissan i Laholmsbukten. Sedan 2012 drivs Halmstads hamn tillsammans med Varbergs hamn av det gemensamma bolaget Hallands hamnar AB.
Hamnen har historiskt legat vid Nissan i höjd med stadskärnan och alltid haft problem med vattendjupet i åns utlopp. År 1837 fick staden pengar för att bygga en modern hamn i Nissan genom att muddra den vid utloppet endast någon meter djupa ån och bygga två omkring 600 meter långa vågbrytare ut i havet, vilka smalnade av åns utlopp till 50-70 meter. Därefter påbörjades på 1840-talet ett arbete med att bygga stadskajen utmed Hamngatan mellan Österbro och Aschebergsgatan vid Halmstads slott. Runt 1850 hade Halmstad en modern hamn, och 1852 startade Hallands ångfartygsbolag tidtabellsbunden last- och passagerartrafik med ångbåtar på hamnar utefter Västkusten. Dragvägen anlades på västra sidan av ån 1851-1852. En första hamnfyr sattes upp 1867 på den västra piren. Den första yttre vågbrytaren på ungefär 800 meter anlades 1886-1889, och på den sattes en till - och större - hamnfyr upp.
Anläggandet av Halmstad–Nässjö Järnvägar och det som senare blev Västkustbanan på 1870- respektive 1880-talen ledde till  en koncentration av hamnverksamheten på Nissans östra sida, omedelbart söder om den i början av 1900-talet anlagda Östra förstaden. Tullhuset byggdes där 1909-1912, Halmstads Stuveri AB:s hus 1912 och Sjömanshuset 1925. Därefter har hamnen flyttat söderut i omgångar, senast till utfyllda områden utanför Östra stranden med större vattendjup.
Hamnområdet är numera 450.000 kvadratmeter stort. Kajlängden är tre kilometer lång och vattendjupet 6,5-11 meter. Oceanhamnen fördjupades 2024 till tolv meter och fortsatt utvidgning av hamnen pågår till 2026.

## Färjeförbindelse med Danmark
Huvudartiklar: Färjelinjen Halmstad–Århus och Färjelinjen Halmstad–Grenå
Halmstads hamn har haft bilfärjeförbindelse med Danmark i omgångar. Mellan 1960 och 1966 samt 1988-1998 låg färjeterminalen vid Halmstads segelsällskap på Söder. År 2020 återupptogs bilfärjeförbindelsen till Grenå på Jylland, med terminal i hamnen på öster om åmynningen.

## Klimatsäkring
Halmstad är en av landets större importhamnar för bilar, som i slutet av 2010-talet tog emot ungefär 85.000 bilar per år. Under Orkanen Gudrun 2005 översvämmades biluppställningsplatsen, varvid 1.685 fabriksnya bilar fick skrotas på grund av möjliga skador på  främst elektroniken. Hur mycket högre vattenståndet var, är oklart, eftersom hamnens havsnivåmätare blåste sönder, men vid Stormen Gorm 2015 var vattennivån 2,37 meter högre än normalt.
På biluppställningsplatsen har en yta på 140.000 kvadratmeter fylldes 2017 på med fyllnadsmassor 1,5 meter för att nå tre meters höjd. Dessutom byggdes en skyddsmur som var 3,5 meter hög. Åtgärderna beräknas kunna skydda bilimporthamnen från vattenintrång vid stormar till mitten av 2040-talet.
Under 2020-talet har också utarbetats planer för en utbyggnad av hamnen, inklusive en ny vågbrytare söder om den befintliga, som innebär ett skydd på 3,5 meter.

## Expansion
Halmstads hamn rustas upp kraftigt under perioden 2022 - 2026. Satsningen, som  beräknas kosta 700 miljoner kronor, omfattar ny kaj, nya vågbrytare, djupare hamnbassäng, nya terminaler samt nya järnvägs- och väganslutningar. Terminaloperatörer expanderar också, t.ex. Schéle bygger nytt stålcenter.

## Bildgalleri

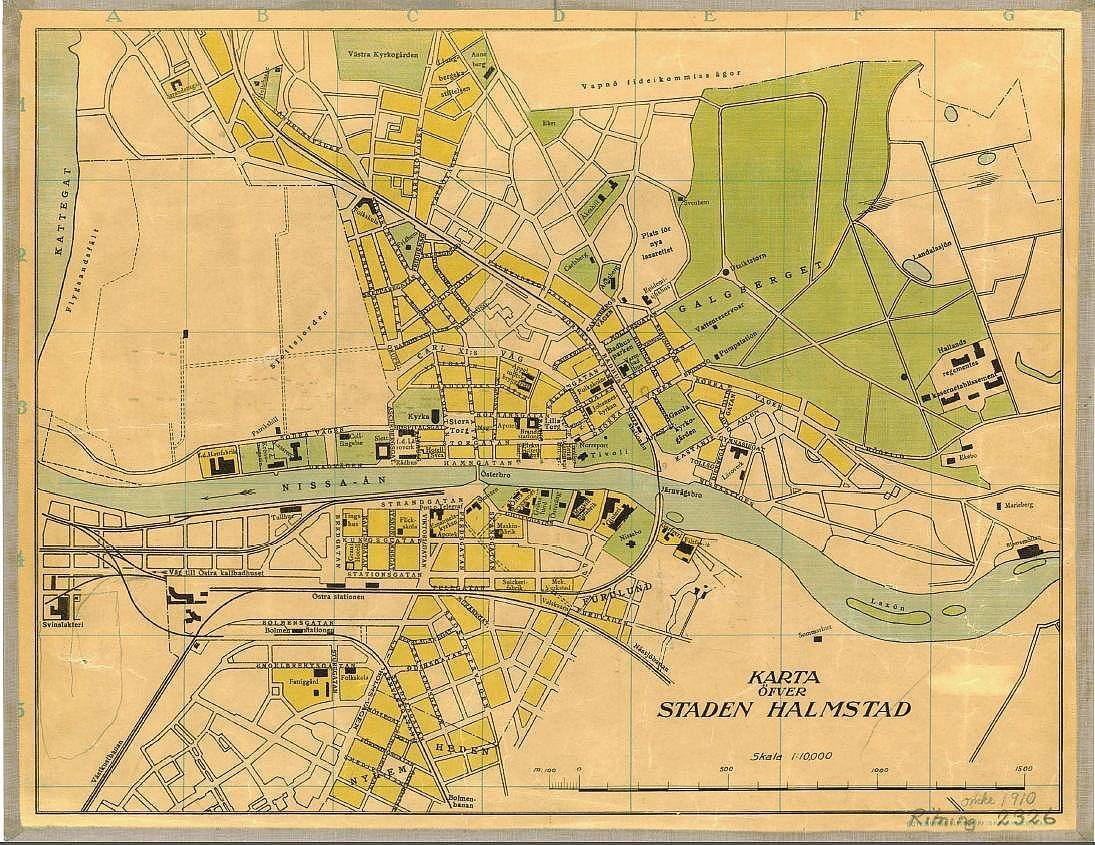
Halmstads hamn på karta från omkring 1910
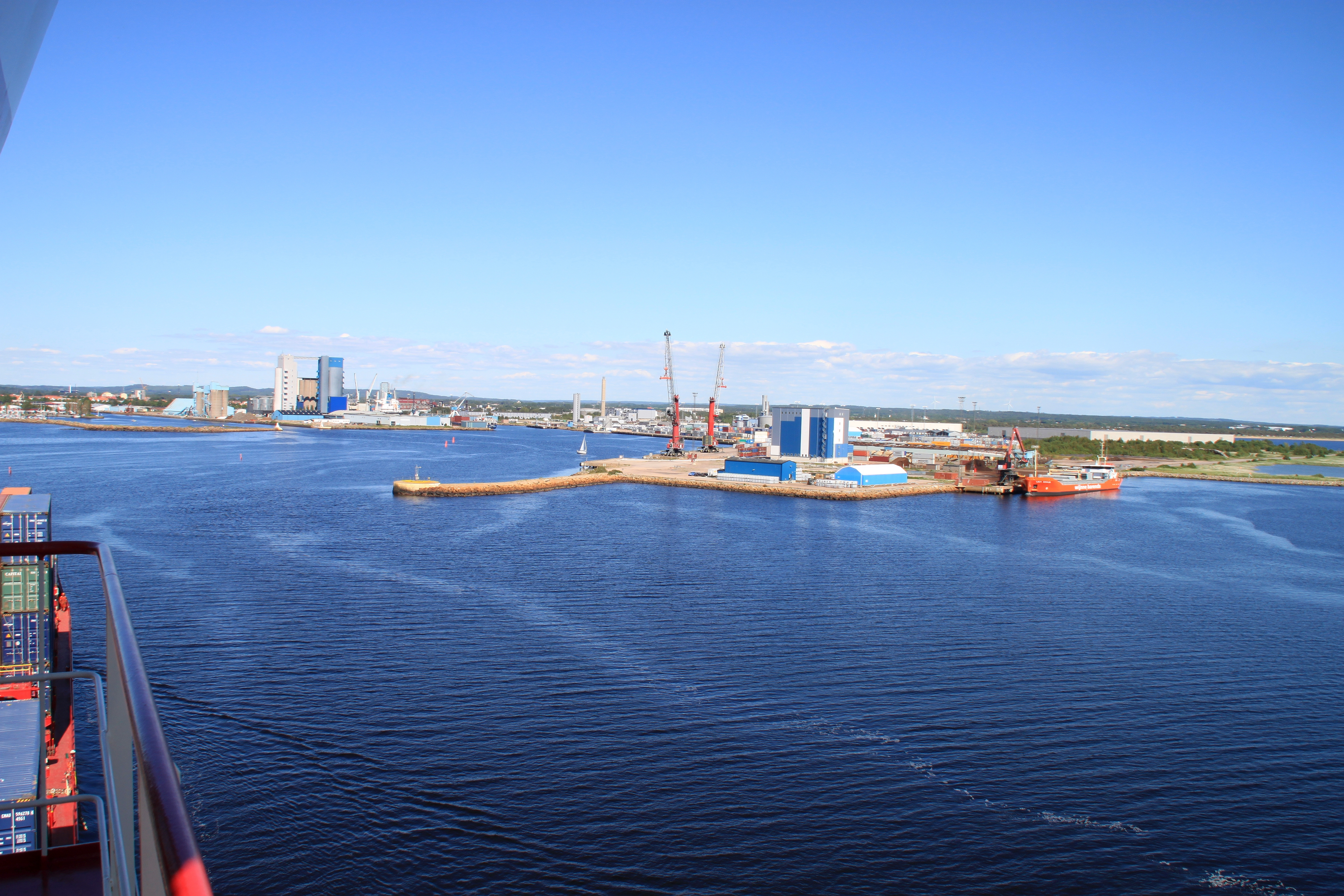
Infart till hamnen
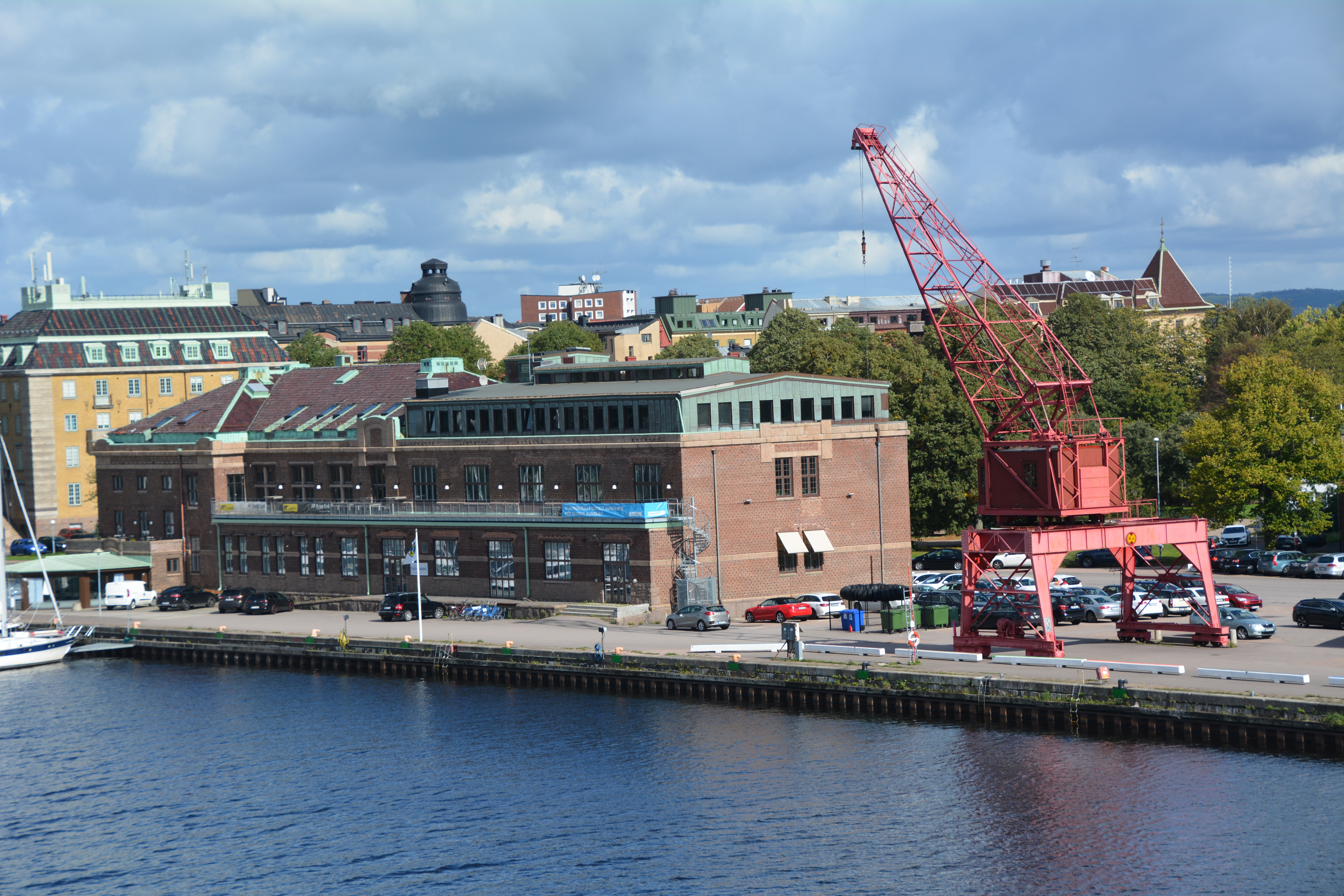
Tullhuset och Kran 2, som installerades 1921
Norska lastfartyget M/S Vestbris på utfart från Halmstads hamn
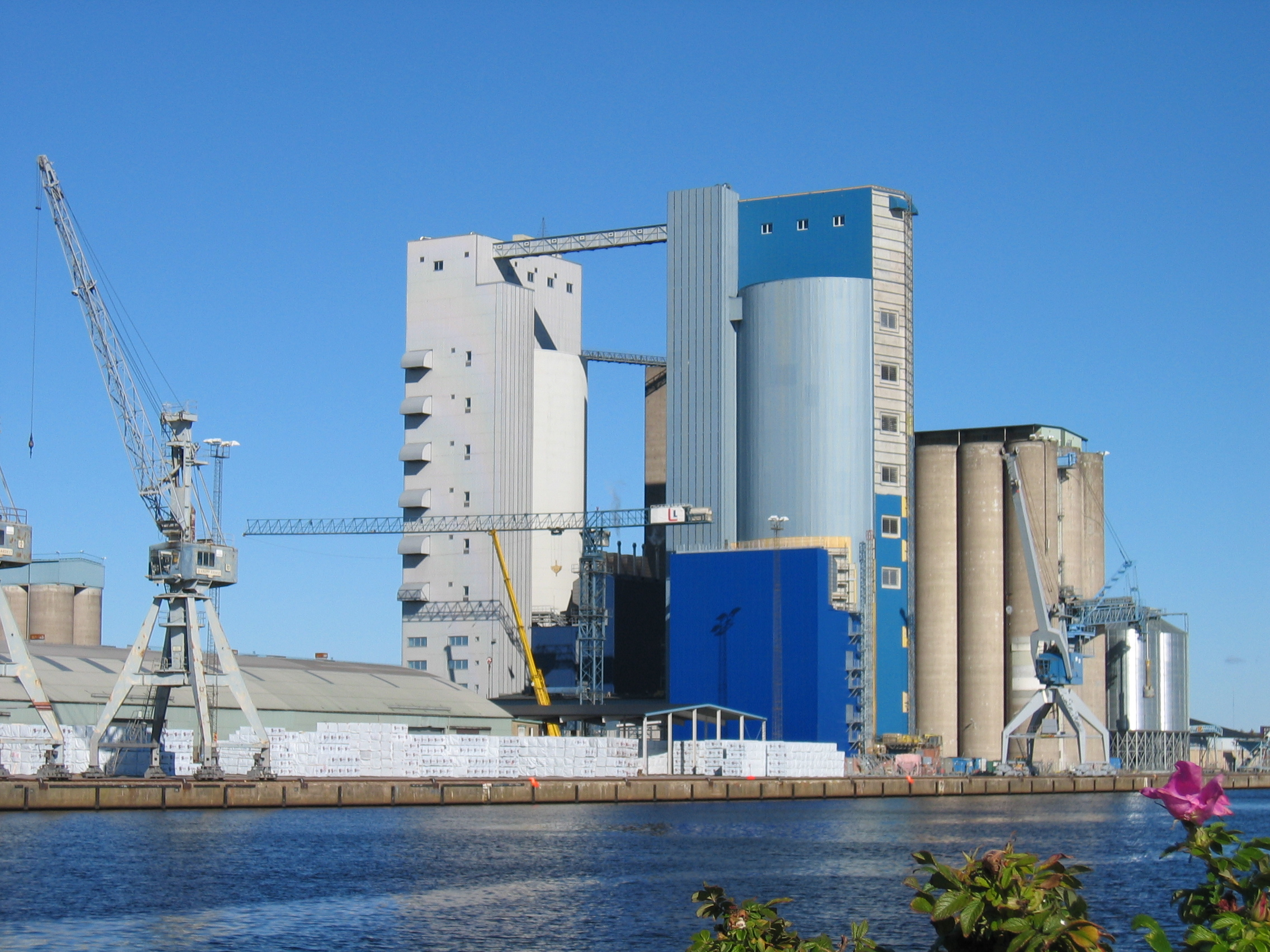
Viking Malts mälteri i hamnen
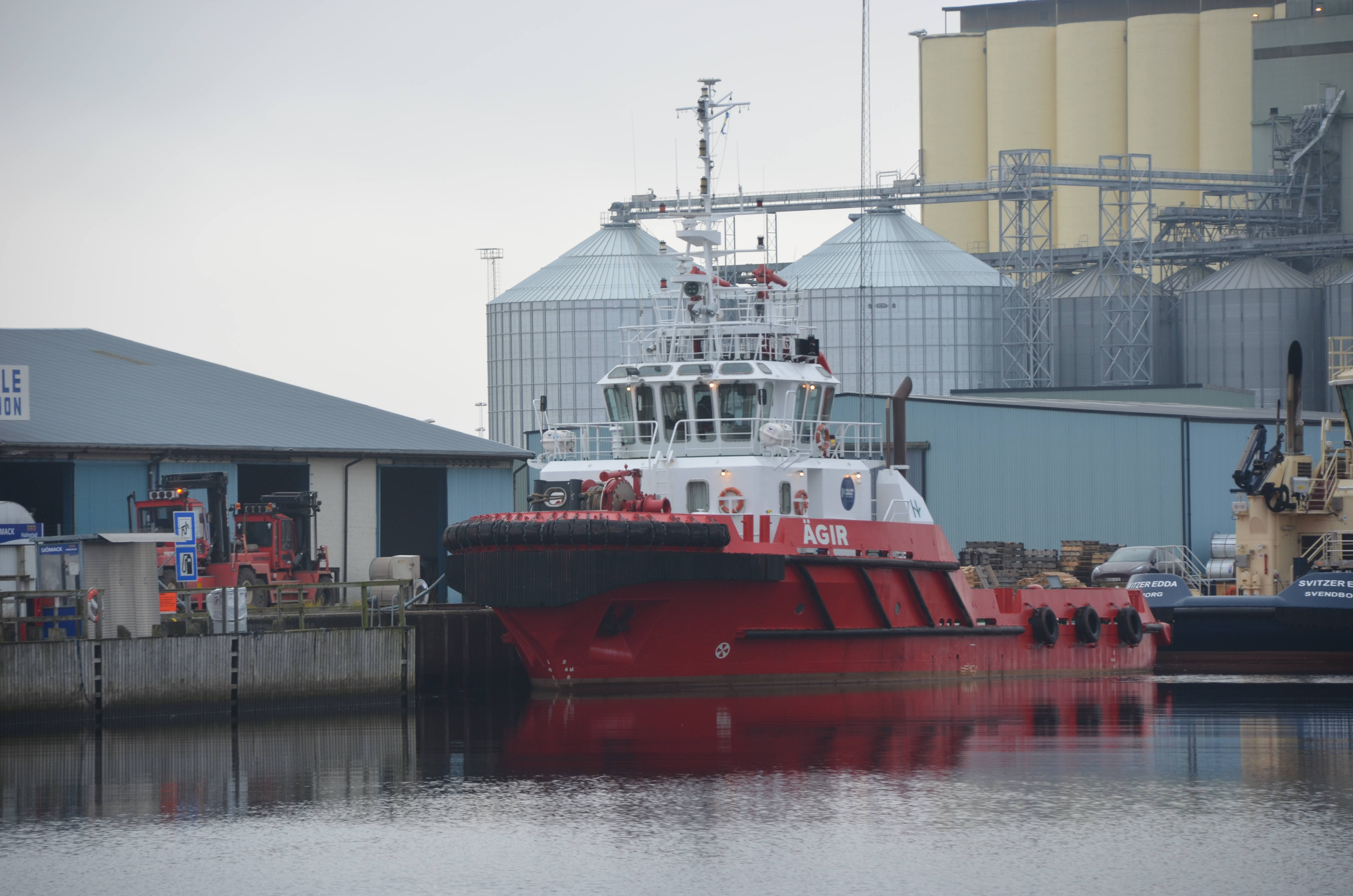
Hamnens bogserbåt från 2007, Ägir, vid kaj i Nissan
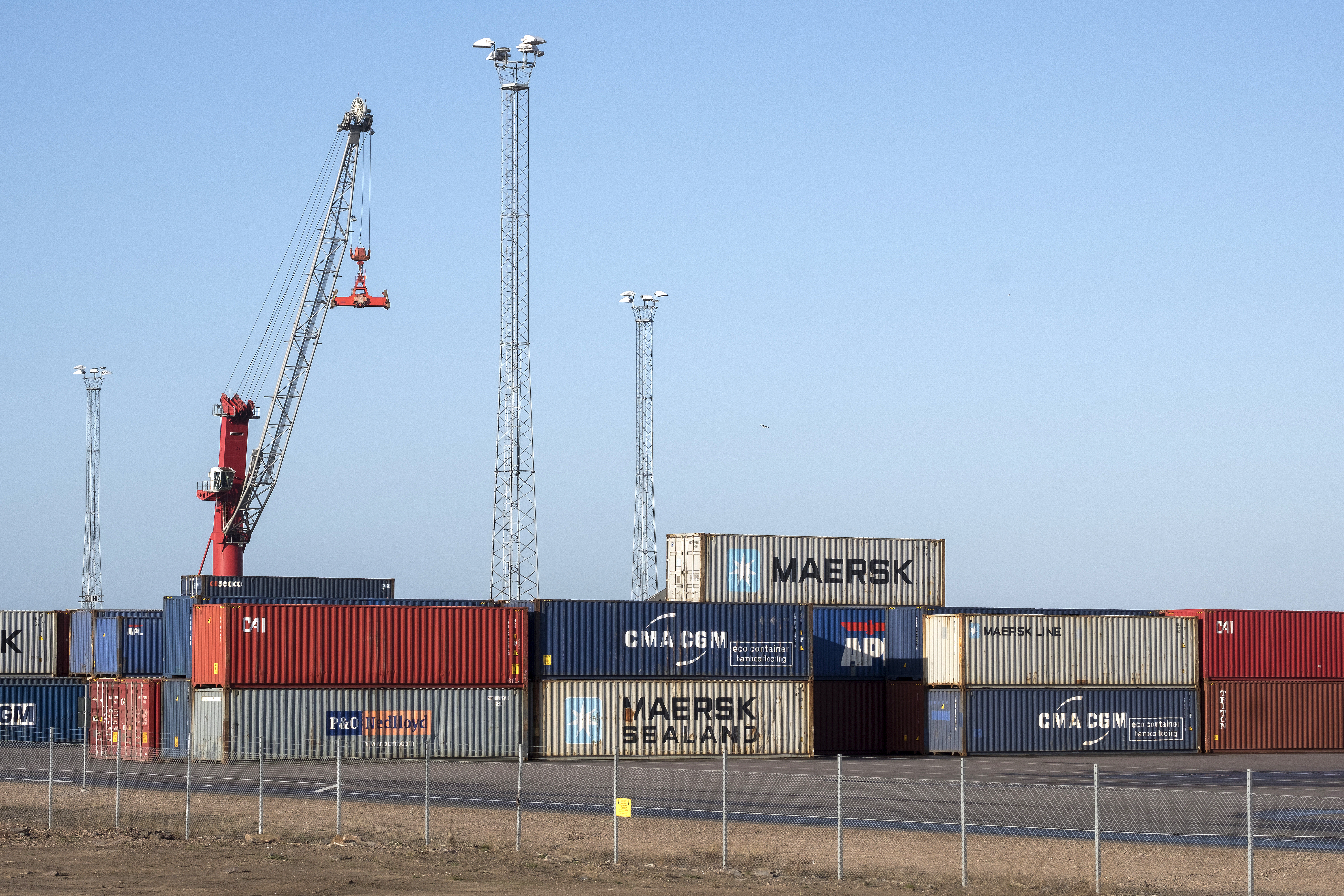
Containerterminal (2020)
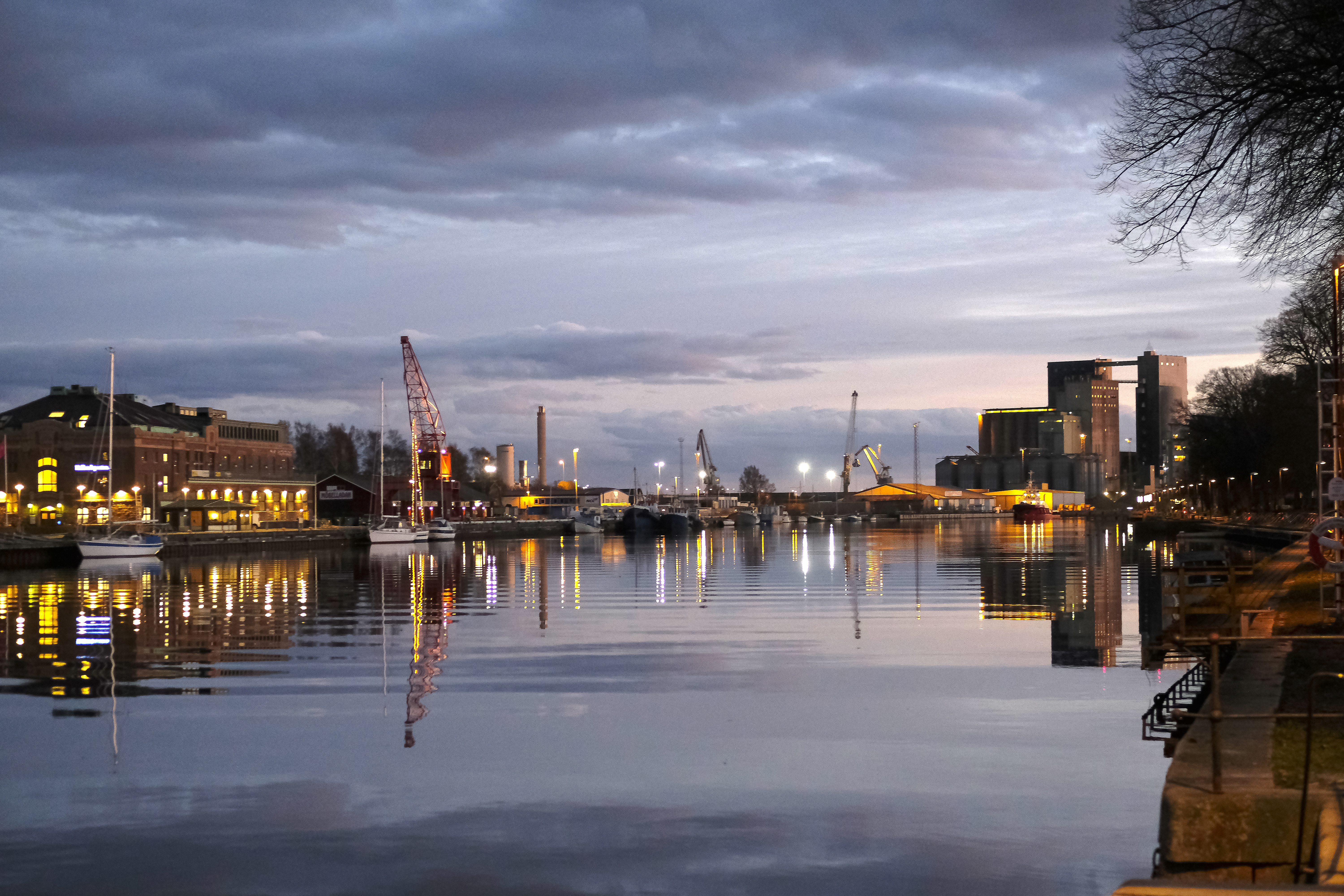
Halmstads hamn sett från centrala Halmstad